# Finning
Cet article concerne la commune de Bavière. Pour la pêche de requins, voir Shark finning.
Finning est une commune de Bavière (Allemagne), située dans l'arrondissement de Landsberg am Lech, dans le district de Haute-Bavière.

## Personnalités liées à la ville
- Andy Bechtolsheim (1955-), entrepreneur né à Hängeberg.